# 池州地区志
池州地区志是安徽省池州地区地方志编纂委员会编著的一本地方志。

## 简介
该书记述了池州地区自古以来的各项详细情况。